# Осада Гибралтара (1436)
Седьмая осада Гибралтара в мае 1436 года —неудачная попытка кастильского дворянина Энрике Переса де Гусмана, 2-го графа Де Ньебла, захватить крепость "Гибралтар" у мавров. Он сгинул в морской пучине во время попытки взять крепость.

## Исторический фон
- Гибралтар вернулся под контроль мавританского эмирата Гранады после того, как оккупация Кастилией в 1309—1333 годах закончилась успешной третьей осадой Гибралтара[2].
- В 1411 году Гибралтар был ненадолго оккупирован королем Феса, или Марокко[3].
- Юсуф III, султан Гранады, быстро отреагировал на известие о действиях Марокко, подтянув войска и проведя короткую осаду, после которой он восстановил контроль[4]. Эта неудача привела к свержению короля Феса[5]. Мавры использовали Гибралтар как безопасную базу, откуда они совершали набеги на пограничные кастильские регионы, где Энрике де Гусман, граф Ньебла, владел большими поместьями. Они вынудили закрыть ценный промысел тунца[6].

## Подготовка
Энрике де Гусман хотел остановить грабежи, а также стремился завоевать славу, отвоевав город, который его предок Алонсо Перес де Гусман, основатель его дворянского дома, впервые захватил в 1309 году. В 1436 году Энрике де Гусман выступил в военный поход на Гибралтар, возглавив сильный отряд рыцарей из Кордовы, Эсихи и Хереса с лодками, провизией и солдатами. Его сын Хуан де Ньебла, получил командование сухопутной армией с 2000 кавалерией и большим количеством пехоты. Планировалась двусторонняя атака. Сухопутные войска должны были прийти с севера и взять замок и высоты, в то время как морской отряд должен был высадиться на Красных Песках ниже западной стороны Скалы и взять город.

## Осада
Мавры получили предупреждение о готовящемся нападении и приготовились. Они получили припасы и дополнительные войска из Гренады и Марокко и значительно укрепили укрепления в районе Красных песков. Граф не осознавал состояние готовности мавров и лично руководил отрядом лодок, атаковавшим Красные Пески. Мавры ничего не сделали, чтобы помешать лодкам высадиться . Высадив их, лодки вернулись к флоту. Нападавшие оказались на пляже между морем и высокой каменной стеной. Надвигался прилив, превращая пляж в сужающуюся полосу, а мавры сыпали на них сверху камни и стрелы.
Энрике де Гусман, руководивший орудиями на своем корабле, был предупрежден о резне его людей, которая происходила на берегу. Энрике де Гусман отплыл в одной из лодок, которые пытались спасти испанские силы. Он стал загружен мужчинами. По мере того, как другие пытались подняться на борт, лодка перевернулась и затонула. Сам граф и сорок рыцарей утонули. Хуан де Гусман обнаружил, что замок нельзя взять с севера, и готовился взять своих людей на помощь отцу, когда услышал о катастрофе. С деморализованной силой и отсутствием практических действий, которые нужно предпринять, Хуан де Гусман отказался от осады.

## Последствия
- Мавры нашли тело Энрике де Гусмана, поместили его в корзину и подвесили к одной из башен замка[12].
- В 1445 году король Кастилии Хуан II сделал Хуана де Гусмана 1-м герцогом Медина-Сидония.
- Герцог должен был окончательно захватить Гибралтар во время восьмой осады Гибралтара в 1462 году[13]. Только тогда, несмотря на более ранние предложения христиан выкупить тело, останки его отца удалось найти и поместить в часовне церкви Калаорры в замке[14]. Одни из ворот Гибралтара назван в честь барсины, или плетеной корзины, в которой был выставлен граф Ньебла[15].